# Funtástico
Funtástico é um programa de televisão português, emitido nas tardes de domingo, na TVI, desde o dia 17 de novembro de 2024. Conta com a apresentação de Manuel Luís Goucha.
O programa consiste numa emissão em direto de aproximadamente seis horas, em que a cada emissão, 10 concorrentes de categorias diversas vão mostrar o seu talento, diante de um júri fixo composto por João Patrício (presidente), Sara Prata, António Leal e Silva e um convidado especial semanalmente.
Após uma primeira atuação são escolhidos os melhores cinco para passar a uma segunda fase e no final do programa é elegido um vencedor. A cada doze programas, será realizada uma grande final onde os vencedores de cada programa se defrontam numa emissão especialíssima que tem como objetivo eleger o melhor entre os melhores.
O programa conta ainda com uma plateia de 108 pessoas de onde surgirão inúmeras surpresas, momentos emocionantes, bem como divertidas provas físicas e intelectuais que levarão a grandes prémios.

## Jurados Convidados
| Programa | Programa               | Jurado                           |
| Nº       | Data                   | Jurado                           |
| -------- | ---------------------- | -------------------------------- |
| 1        | 17 de novembro de 2024 | Mickael Carreira                 |
| 2        | 24 de novembro de 2024 | Rita Pereira                     |
| 3        | 1 de dezembro de 2024  | Rui Bandeira                     |
| 4        | 8 de dezembro de 2024  | Sissi Martins                    |
| 5        | 15 de dezembro de 2024 | Rosinha                          |
| 6        | 22 de dezembro de 2024 | Romana                           |
| 7        | 29 de dezembro de 2024 | Rebeca                           |
| 7        | 29 de dezembro de 2024 | Alexandra Lencastre (substituta) |
| 8        | 5 de janeiro de 2025   | Jorge Guerreiro                  |
| 8        | 5 de janeiro de 2025   | Sílvia Rizzo (substituta)        |
| 9        | 12 de janeiro de 2025  | Inês Herédia                     |
| 10       | 19 de janeiro de 2025  | Rita Ribeiro                     |
| 11       | 26 de janeiro de 2025  | Sílvia Rizzo                     |
| 12       | 2 de fevereiro de 2025 | Wanda Stuart                     |
| 13       | 9 de fevereiro de 2025 | Zé Amaro                         |

| Programa | Programa               | Jurado        |
| Nº       | Data                   | Jurado        |
| -------- | ---------------------- | ------------- |
| 1        | 25 de dezembro de 2024 | Tony Carreira |
| 2        | 1 de maio de 2025      | Sílvia Rizzo  |

| Programa | Programa                | Jurado                       |
| Nº       | Data                    | Jurado                       |
| -------- | ----------------------- | ---------------------------- |
| 1        | 16 de fevereiro de 2025 | Bruno Cabrerizo              |
| 2        | 23 de fevereiro de 2025 | Lenita Gentil                |
| 3        | 2 de março de 2025      | Rita Guerra                  |
| 4        | 9 de março de 2025      | Jorge Fernando               |
| 5        | 16 de março de 2025     | Matilde Breyner (substituta) |
| 5        | 16 de março de 2025     | Clemente                     |
| 6        | 23 de março de 2025     | Augusto Canário              |
| 7        | 30 de março de 2025     | Alexandra                    |
| 8        | 6 de abril de 2025      | Rodrigo Leal                 |
| 9        | 13 de abril de 2025     | FF                           |
| 10       | 20 de abril de 2025     | Rui Bandeira                 |
| 11       | 27 de abril de 2025     | Susana Félix                 |
| 12       | 4 de maio de 2025       | Zé Amaro                     |
| 13       | 11 de maio de 2025      | Toy                          |

| Programa | Programa             | Jurado                   |
| Nº       | Data                 | Jurado                   |
| -------- | -------------------- | ------------------------ |
| 1        | 18 de maio de 2025   | Anabela                  |
| 2        | 25 de maio de 2025   | José Alberto Reis        |
| 3        | 1 de junho de 2025   | Telmo Miranda            |
| 4        | 8 de junho de 2025   | Miguel Azevedo           |
| 5        | 15 de junho de 2025  | Sérgio Rossi             |
| 6        | 22 de junho de 2025  | Rita Guerra              |
| 7        | 29 de junho de 2025  | Sílvia Rizzo             |
| 8        | 6 de julho de 2025   | Xana Carvalho            |
| 9        | 13 de julho de 2025  | Melão                    |
| 10       | 20 de julho de 2025  | Vítor Emanuel            |
| 11       | 27 de julho de 2025  | Paula Neves (substituta) |
| 11       | 27 de julho de 2025  | Nuno Eiró                |
| 12       | 3 de agosto de 2025  | Isabel Figueira          |
| 13       | 10 de agosto de 2025 | Bruno Cabrerizo          |

## Concorrentes
| Programa | Programa               | Concorrentes               | Área                | Pontuação | Pontuação | Pontuação | Pontuação |
| Programa | Programa               | Concorrentes               | Área                | 1ª Ronda  | 2ª Ronda  | Final     | Final     |
| Nº       | Data                   | Concorrentes               | Área                | 1ª Ronda  | 2ª Ronda  | 1ª Ronda  | 2º Ronda  |
| -------- | ---------------------- | -------------------------- | ------------------- | --------- | --------- | --------- | --------- |
| 1        | 17 de novembro de 2024 | Bruno & Mia                | Danças de Salão     | 33        | 13        |           |           |
| 1        | 17 de novembro de 2024 | Beatriz Alves              | Música e Canto      | 9         |           |           |           |
| 1        | 17 de novembro de 2024 | Fabiana Trudu              | Artes Circences     | 14        |           |           |           |
| 1        | 17 de novembro de 2024 | Neiva                      | Música e Canto      | 29        | 16        |           |           |
| 1        | 17 de novembro de 2024 | Dance With Heart           | Dança Hip-Hop       | 26        | 7         |           |           |
| 1        | 17 de novembro de 2024 | Tiago Tomé                 | Ilusionismo         | 28        | 5         |           |           |
| 1        | 17 de novembro de 2024 | Hugo Madeira               | Comédia             | 18        |           |           |           |
| 1        | 17 de novembro de 2024 | Inês Ferreira              | Música: Instrumento | 19        |           |           |           |
| 1        | 17 de novembro de 2024 | Pedro Fernandes            | Artes Circences     | 14        |           |           |           |
| 1        | 17 de novembro de 2024 | Daniela Couto              | Música e Canto      | 30        | 19        |           |           |
| 2        | 24 de novembro de 2024 | 100 Drama                  | Teatro Musical      | 14        |           |           |           |
| 2        | 24 de novembro de 2024 | D'anto                     | Música e Canto      | 29        | 11        |           |           |
| 2        | 24 de novembro de 2024 | Lunaire                    | Dança Hip-Hop       | 16        |           |           |           |
| 2        | 24 de novembro de 2024 | João Caçoilas              | Comédia: Anedotas   | 20        |           |           |           |
| 2        | 24 de novembro de 2024 | Blue & White Duet          | Música: Instrumento | 21        | 10        |           |           |
| 2        | 24 de novembro de 2024 | João Mota & Mariana Castro | Danças de Salão     | 13        |           |           |           |
| 2        | 24 de novembro de 2024 | Carina Sousa               | Música e Canto      | 21        | 7         |           |           |
| 2        | 24 de novembro de 2024 | AA Espinho                 | Ginástica Rítmica   | 18        |           |           |           |
| 2        | 24 de novembro de 2024 | Saulo Roque                | Artes Circences     | 32        | 14        |           |           |
| 2        | 24 de novembro de 2024 | Fausto Vasconcelos         | Música e Canto      | 36        | 18        |           |           |

|  | 1º Lugar / Vencedor   |
|  | 2º Lugar              |
|  | 3º Lugar              |
|  | 4º Lugar              |
|  | 5º Lugar              |
|  | Eliminados na 1ª Fase |

## Produção
Em setembro de 2024, no programa especial de apresentação da nova grelha de programação do canal, "Parada de Estrelas", é anunciado que o programa Somos Portugal termina as suas emissões no início de novembro de 2024, ao fim de 13 anos e é substituído por um novo programa apresentado por Manuel Luís Goucha que estreia em novembro de 2024.
A 27 de outubro de 2024 é anunciado que o novo programa apresentado por Manuel Luís Goucha estreia a 17 de novembro de 2024, fazendo com que o programa Somos Portugal termine a 10 de novembro de 2024.
A 13 de novembro de 2024, Manuel Luís Goucha , ao ser entrevistado por Cristina Ferreira no Dois às 10, revela que a seu lado terá João Patrício, Sara Prata e António Leal e Silva como jurados fixos do programa.

## Audiências
| Programas | Programas              | Audiências   | Audiências | Audiências |
| Nº        | Data                   | Espectadores | Rating     | Share      |
| --------- | ---------------------- | ------------ | ---------- | ---------- |
| 1         | 17 de novembro de 2024 | 671 100      | 7,0%       | 17,3%      |
| 2         | 24 de novembro de 2024 | 598 100      | 6,2%       | 14,9%      |